# Henri Koudossou
Henri Koudossou (München, 3 september 1999) is een Duits voetballer die onder contract staat bij FC Augsburg. Sinds 2023 wordt hij verhuurd aan ADO Den Haag.

## Carrière

### Begin
Henri Koudossou begon zijn carrière bij de jeugd van FC Ismaning. Hij speelde tot 2017 bij deze Duitse club.

### FC Memmingen
In het seizoen 2017/18 maakte Koudossou de overstap naar het tweede elftal van FC Memmingen dat uitkwam op het op één na hoogste amateurniveau van Duitsland. Koudossou maakte zijn debuut in het betaald voetbal op 12 mei 2018, hij viel in de 69e minuut in voor David Remiger, de wedstrijd werd met 1-5 gewonnen.
Koudossou zijn eerste doelpunt in het betaalde voetbal was in de met 5-0 gewonnen wedstrijd tegen TSV Aindling. Koudossou maakte de 5-0.

### SV Pullach
In het seizoen 2018/19 maakte Koudossou de overstap naar SC Pullach, dat op dat moment uitkwam in de Bayernliga Süd. Zijn eerste wedstrijd voor de club speelde hij tegen 1.FC Sonthoven. Hij speelde 2 seizoen voor SV Pullach en kwam daarin tot 38 wedstrijden en 4 doelpunten.

### FC Augsburg II
In het seizoen 2020/21 maakte Koudossou de overstap van SV Pullach naar het  tweede team van FC Augsburg.
Hij maakte zijn debuut in de Ligapokal tegen VfR Garching, de wedstrijd werd met 6-0 gewonnen. Koudossou speelde tot nu toe 36 competitie wedstrijden en maakte daarin 6 goals voor de Duitse club.

### SC Austria Lustenau
In het seizoen 2022/23 werd Koudossou verhuurd aan dr Oostenrijkse voetbalclub SC Austria Lustenau. Een groot succes was het niet, Koudossou kwam tot 6 wedstrijden en wist daarin niet tot scoren te komen.

### ADO Den Haag
Op 18 juli 2023 werd bekend dat Koudossou nogmaals verhuurd zou worden, ditmaal aan het Nederlandse ADO Den Haag.
Koudossou werd verhuurd tot het eind van het seizoen 2023/24